# Pretrež
Pretrež je naselje v Občini Slovenska Bistrica.